# میکوشکی
میکوشکی (به لاتین: Mikoszki) یک روستا در لهستان است که در گمینا کوشچیان واقع شده‌است. میکوشکی ۲۲۳ نفر جمعیت دارد.